# Scenes of Other Days
Scenes of Other Days è un cortometraggio muto del 1913 diretto da Charles M. Seay.

## Trama
Trama di Moving Picture World synopsis in (EN)  su IMDb

## Produzione
Il film fu prodotto dalla Edison Company.

## Distribuzione
Distribuito dalla General Film Company, il film - un cortometraggio in una bobina - uscì nelle sale cinematografiche degli Stati Uniti l'8 luglio 1913.